# Kruiskapel (Haler)
De Kruiskapel of Sint-Bernarduskapel is een kapel in Haler in de Nederlandse gemeente Leudal. De kapel staat aan de Isidoorstraat ten oosten van de dorpskern.
Op ongeveer een kilometer naar het noordwesten staat de Sint-Remigiuskapel en op ruim een kilometer naar het noorden de Aerekapel.
De kapel is gewijd aan het kruis.

## Gebouw
De wit geschilderde bakstenen kapel is een niskapel, opgetrokken op een rechthoekig plattegrond en gedekt door een zadeldak. Aan de voorzijde zijn onder het dak houten planken bevestigd die samen een drielob vormen. De frontgevel wordt gevormd door twee bakstenen kolommen waartussen een terugspringend bakstenen altaar is gemetseld dat aan de bovenzijde bekleed is met oranje/rode tegels. Boven het altaar wordt de achterwand gevormd door gemetselde ongelijke gele steenblokken. Op de achterwand is een kruis met corpus opgehangen.